# ABB AB
ABB AB är ett svenskt företag som är verksamma inom verkstadsindustrin och är dotterbolag till den schweiziska industrigruppen ABB Ltd. via sitt moderbolag ABB Norden Holding AB. Deras primära verksamhetsområden är inom elkraft- och automationsteknik.
För 2016 hade de en omsättning på nästan 33,4 miljarder SEK . År 2021 hade ABB ungefär 4000 anställda fördelat på 25 svenska orter. Huvudkontoret återfinns i Västerås, där också moderbolaget har sitt huvudkontor.